# Robert Behnken
Robert Louis Behnken (St. Ann, 28 de julho de 1970) é um ex-astronauta, engenheiro e ex-chefe do Departamento de Astronautas norte-americano. Behnken é Ph.D em engenharia mecânica e coronel da Força Aérea dos Estados Unidos, onde serviu antes de ingressar na NASA em 2000. Fez parte das missões STS-123 (2008) e STS-130 (2010) como especialista de missão, acumulando mais de 708 horas no espaço, incluindo 37 horas em atividades extraveiculares. É casado com a astronauta Megan McArthur.
Após a aposentadoria do ônibus espacial, Behnken foi chefe do Departamento de Astronautas entre 2012 e 2015. Designado para a primeira missão tripulada da Crew Dragon da SpaceX em 2018, como parte do Programa de Tripulações Comerciais da NASA, Behnken foi lançado junto com o astronauta Douglas Hurley em 30 de maio de 2020. A missão levou Behnken e Hurley à Estação Espacial Internacional (ISS), onde atracaram e permaneceram por 62 dias.

## Educação
Behnken estudou na Pattonville High School em Maryland Heights e obteve um diploma de bacharel em engenharia mecânica e física pela Universidade Washington em St. Louis no ano de 1992. Ele então frequentou o Instituto de Tecnologia da Califórnia, onde concluiu um mestrado em engenharia mecânica em 1993 e um doutorado em 1997. Enquanto defendia sua tese de doutorado na Caltech, ele compartilhou seu orientador, Christopher E. Brennen, com outro futuro astronauta da NASA, Garrett Reisman.
Sua pesquisa se concentrou na área de controle não linear aplicado à estabilização de estolamento rotativo e oscilação em compressores de fluxo axial. A pesquisa incluiu análise não linear, desenvolvimento de implementação de software em tempo real e construção extensiva de hardware. Durante seus dois primeiros anos de pesquisa, Behnken desenvolveu e implementou algoritmos e hardware de controle em tempo real para manipuladores robóticos flexíveis.

## Serviço na Força Aérea

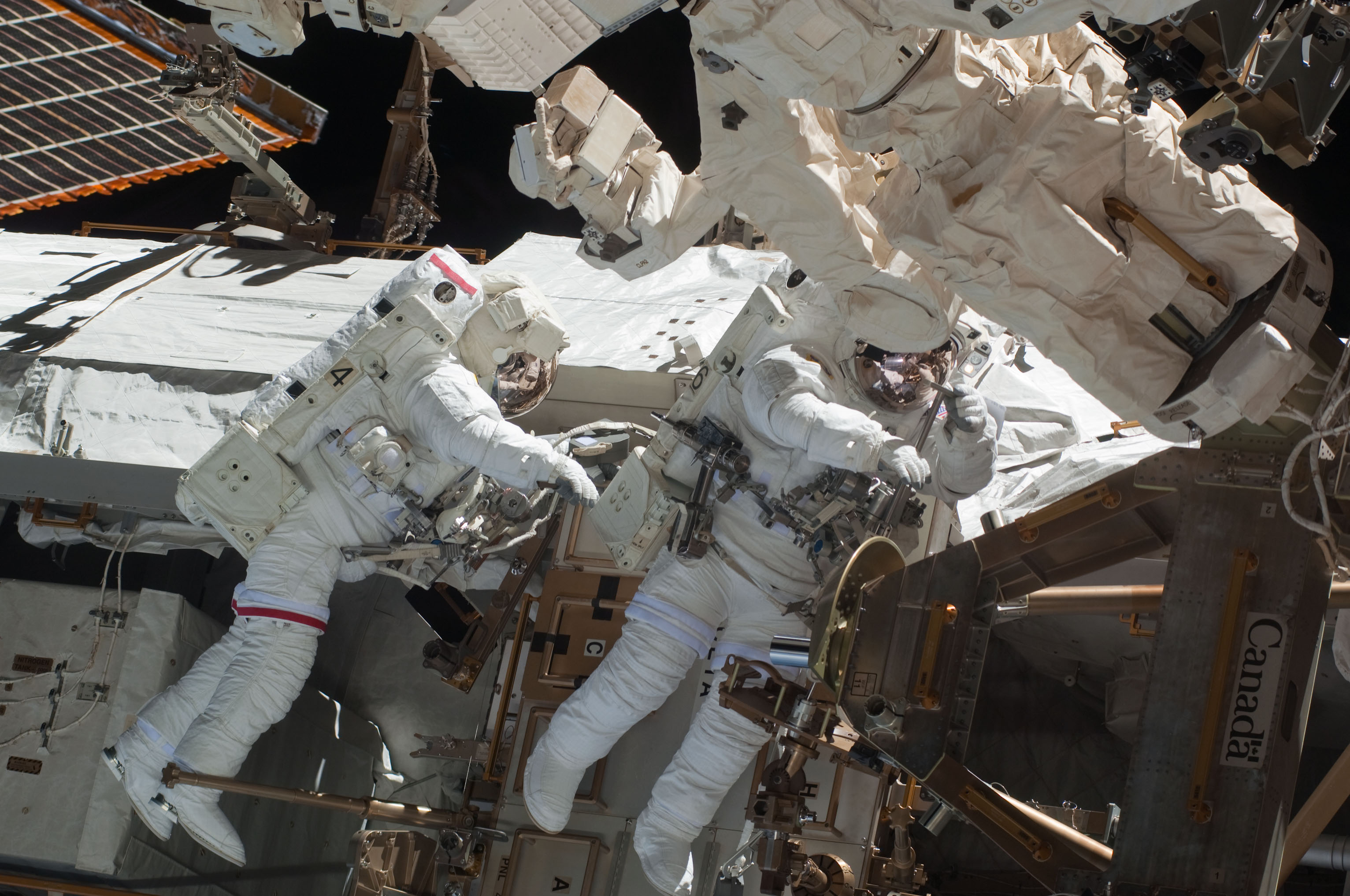
Os astronautas da NASA Robert Behnken (parte inferior) e Nicholas Patrick, ambos especialistas da missão STS-130, participam da primeira sessão de atividade extraveicular (EVA) da missão.

Antes de ingressar na vida acadêmica, Behnken foi aluno da Força Aérea dos Estados Unidos na Universidade Washington em St. Louis, ingressando posteriormente no serviço ativo na Base Aérea Eglin, na Flórida. Enquanto esteve na Eglin, ele atuou como gerente técnico e engenheiro de desenvolvimento de novos sistemas de munições. Em seguida, foi designado para participar do curso de Engenheiro de Teste de Voo da Escola de Pilotos de Teste localizada na Base Aérea Edwards. Após a conclusão deste, foi designado para a Força de Teste Combinada do F-22, atuando como engenheiro de teste de voo do Raptor 4004 e diretor de teste de projetos especiais. Behnken também voou nos caças F-15 e F-16.

## Astronauta

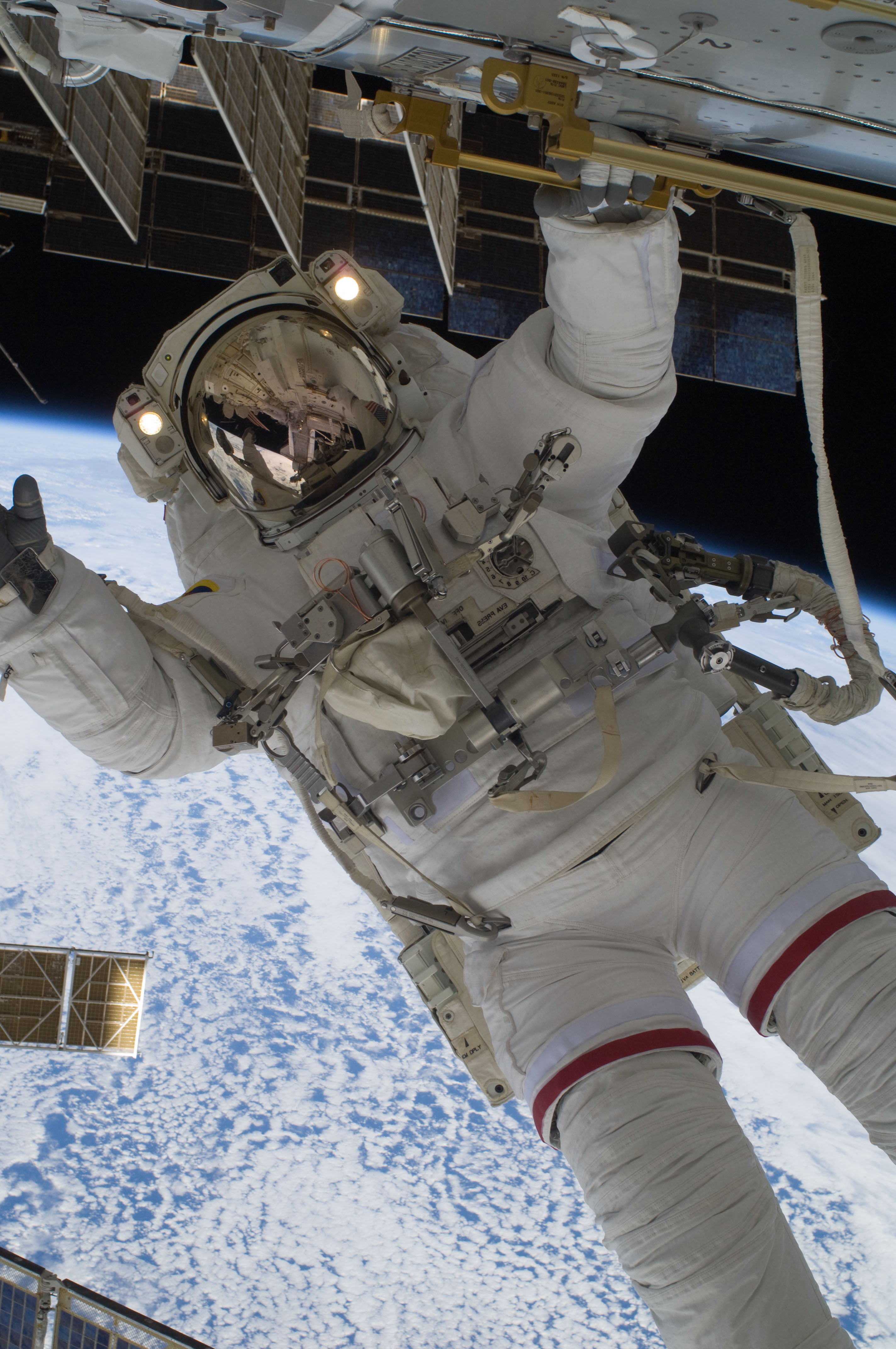
Behnken realizando uma caminhada espacial durante a missão STS-130.

Selecionado como candidato a astronauta pela NASA em julho de 2000, Behnken se apresentou para treinamento em agosto de 2000. Após concluir 18 meses de treinamento e avaliação, ele recebeu tarefas técnicas no Departamento de Operações de Ônibus Espaciais, dando suporte a operações de lançamento e pouso no Centro Espacial John F. Kennedy, na Flórida.
Em setembro de 2006, Behnken serviu como aquanauta durante a missão NEEMO 11 a bordo da estação oceanográfica Aquarius, onde viveu e trabalhou debaixo d'água por sete dias.

### STS-123
Behnken foi um membro da tripulação durante a missão STS-123, que entregou o Módulo de Experiências Japonês e ampliou o braço mecânico da Estação Espacial Internacional com a instalação do Dextre em março de 2008. Behnken participou de três caminhadas espaciais durante a missão.

### STS-130
Behnken voou para o espaço pela segunda vez como especialista de missão no STS-130, lançado no dia 8 de fevereiro de 2010. Esta missão entregou o módulo Tranquility e Cúpula à Estação Espacial Internacional. Behnken novamente participou de três caminhadas espaciais durante a missão.

### Chefe do Departamento de Astronautas
Em julho de 2012, Behnken foi nomeado chefe do Departamento de Astronautas, sucedendo Peggy Whitson. Ocupou o cargo até julho de 2015, quando foi sucedido por Christopher Cassidy depois de ser selecionado como um dos quatro astronautas designados a pilotar aeronaves no âmbito do Programa de Tripulações Comerciais da NASA.

### SpaceX Demo-2
Em agosto de 2018, Behnken foi designado para o primeiro voo de teste do Crew Dragon da SpaceX. O lançamento ocorreu com sucesso no dia 30 de maio de 2020, com a sonda atracando à Estação Espacial Internacional em 31 de maio, onde ele e Douglas Hurley se juntaram à tripulação da Expedição 63, que consiste do astronauta da NASA Christopher Cassidy e dos cosmonautas russos Ivan Vagner e Anatoli Ivanishin. Durante a missão, Behnken completou quatro caminhadas espaciais com Christopher Cassidy.

### Aposentadoria
Behnken se aposentou da NASA em 2022, com seu último dia na agência sendo 11 de novembro de 2022.

## Vida pessoal
Behnken é casado com a astronauta Megan McArthur, com quem teve um filho chamado Theodore. Também possui uma licença de radioamador, cujo indicativo de chamada é KE5GGX.